# Ludger Fertmann
Ludger Fertmann (* 29. Oktober 1950 in Olpe; † 19. April 2023 ebenda) war ein deutscher Journalist und Dozent.

## Leben
Ludger Fertmann absolvierte sein Volontariat bei einer Zeitung in Nordrhein-Westfalen und war anschließend ein Jahrzehnt lang als Nachrichtenredakteur tätig, zuletzt beim Westfälischen Anzeiger in Hamm als Leiter des Ressorts Politik/Nachrichten.
Seit dem Jahr 1981 arbeitete Fertmann als freier Journalist, der unterdessen seinen Wohnsitz in der niedersächsischen Landeshauptstadt Hannover nahm. Von dort aus schrieb er von 1997 bis 2015 für das Hamburger Abendblatt nach dem Motto:

„Wer als ‚Freier‘ erfolgreich sein will, muss sich unterscheiden, also schneller, präziser, hintergründiger sein. All das geht nur über systematische Recherche.“

Getreu diesem Motto lehrte Ludger Fertmann ab der Mitte der 1990er-Jahre „mit einer Mischung aus Organisationsmustern und praktischen Übungen“ als Dozent an der Akademie für Publizistik in Hamburg sowie an der Deutschen Hörfunkakademie in Dortmund.

## Schriften
- Bernhard Michalowski (Hrsg.), Ludger Fertmann: Björn Engholm. Ein Portrait  (= Heyne-Bücher, Bd. 19 = Heyne-Sachbuch, Bd. 509), München: Heyne Verlag, 1991, ISBN 3-453-05206-4